# Wybory prezydenckie w Iranie w 2017 roku
Wybory prezydenckie w Iranie odbyły się w 19 maja 2017 roku.
Chęć ubiegania się o urząd prezydenta zgłosiło 1636 Irańczyków. 20 kwietnia odpowiedzialna za selekcję kandydatów Rada Strażników dopuściła do startu sześciu z nich. Do wyborów prezydenckich nie został dopuszczony były prezydent Iranu Mahmud Ahmadineżad. Kilka dni przed wyborami z kandydowania wycofało się dwóch kandydatów: Eszagh Dżahangiri oraz Mohammad Bagher Ghalibaf. 10 maja duchowny przywódca Iranu Ali Chamenei ostrzegł, że nie dopuści do podobnej sytuacji, jaka miała miejsce w 2009 roku, kiedy to po ogłoszeniu wyników wyborów prezydenckich wybuchły zamieszki. Ali Chamenei ostrzegł, że próba zakłócenia wyborów spotka się z reakcją Gwardii Rewolucyjnej.
W kampanii wyborczej dominowały kwestie gospodarcze. Ebrahim Ra’isi obiecał m.in. trzykrotne zwiększenie wysokości zasiłku dla najuboższych, ponadto krytykował urzędującego prezydenta Hasana Rouhaniego za brak poprawy sytuacji ekonomicznej Irańczyków, korupcję i reprezentowanie wyłącznie elit. Rouhani zwracał uwagę na to, że potrzeba czasu, by korzyści wynikające z porozumienia nuklearnego były w pełni widoczne. Urzędujący prezydent obiecał, że doprowadzi do zniesienia kolejnych sankcji. Pod koniec kampanii wyborczej Rouhani krytykował Ra’isiego za jego podejście do praw człowieka.
Wybory prezydenckie wygrał Hasan Rouhani, który zdobył ok. 57% głosów. Ze względu na wysoką frekwencję wybory przedłużono o sześć godzin - zakończyły się o północy czasu lokalnego.

## Wyniki wyborów
| Hasan Rouhani       | 23 636 652 | 57,14% |
| Ebrahim Ra’isi      | 15 835 794 | 38,28% |
| Mostafa Mir-Salim   | 478 267    | 1,16%  |
| Mostafa Haszemitaba | 214 441    | 0,52%  |
| głosy nieważne      | 1 200 931  | 2,90%  |
| Suma                | 41 366 085 | 100%   |
| Źródło:             |            |        |

Frekwencja wyniosła 73%. 